# Siegfried Sommer (Politiker)
Siegfried Sommer (* 25. Oktober 1925 in Möhrenbach; † 9. Mai 2003) war ein deutscher Politiker (SED). Er war von 1965 bis 1969 Oberbürgermeister von Eisenhüttenstadt und anschließend bis 1989 Vorsitzender des Rates des Bezirkes Frankfurt (Oder).

## Leben
Siegfried Sommer absolvierte eine Lehre zum Feinmechaniker und wurde 1943 von der Wehrmacht eingezogen. Von 1944 bis 1947 war er in britischer Kriegsgefangenschaft. Nach seiner Rückkehr arbeitete Sommer bis 1949 als Lehrer an der Gewerbeschule Saalfeld. In den Jahren 1949 und 1950 war Siegfried Sommer Leiter der Betriebsberufsschule des Volkseigenen Betriebes Saalfeld, danach war er Berufsausbilder bei der Vereinigung Volkseigener Betriebe in Leipzig. 1951 trat Siegfried Sommer in die SED ein.
1951 wurde Sommer als Abteilungsleiter der Abteilung „Schulung und Berufsausbildung“ in das Eisenhüttenkombinat Ost nach Fürstenberg (Oder) versetzt. Dort war er von 1953 bis 1954 Direktor der Berufsschule und danach bis 1955 Parteiorganisator des Zentralkomitees des VEB Eisenhüttenwerke Stalinstadt. Von 1957 bis 1960 war Siegfried Sommer Sekretär der SED-Kreisleitung des Kreises Fürstenberg. Anschließend war Sommer bis 1962 als Sekretär der SED-Kreisleitung der Stadt Frankfurt (Oder) tätig. Von 1962 bis 1965 studierte Sommer schließlich Gesellschaftswissenschaften an der Parteihochschule der KPdSU. 1965 wurde Siegfried Sommer zum Oberbürgermeister von Eisenhüttenstadt gewählt, 1969 wurde er zum Vorsitzenden des Rates des Bezirkes Frankfurt (Oder) gewählt. Sommers Nachfolger als Oberbürgermeister von Eisenhüttenstadt wurde Werner Viertel. Nach 20 Jahren im Amt wurde Siegfried Sommer kurz vor der Wende von Gundolf Baust als Bezirksratsvorsitzender abgelöst.